# 市川信房
市川 信房（いちかわ のぶふさ）は、戦国時代の武将。はじめ甲斐武田氏、のち上杉氏家臣。

## 経歴・人物
信濃高井郡領主、飯山城在番。武田信玄の時代より甲斐武田氏に仕え、第三次川中島の戦いに参陣する。甲州征伐により甲斐武田氏が滅びると上杉景勝に仕えた。